# Jan Plestenjak
Jan Plestenjak (Liubliana, 27 de março de 1973) é um cantor esloveno.
Álbuns
- Gremo v kino (1994)
- Pogrešal te bom (1995)
- Morje (1997)
- Amore mio (1999)
- Jan (2002)
- Solo (2003)
- Do raja (2005)
- Soba 102 (2007)